# Tomi Nybäck
Tomi Nybäck (nascut a Järvenpää el 3 d'abril de 1985) és un jugador d'escacs finès, que té el títol de Gran Mestre des de 2003, el més jove del país en aconseguir-lo en tota la història. És també jugador de pòquer.
A la llista d'Elo de la FIDE de l'agost de 2015, hi tenia un Elo de 2608 punts, cosa que en feia el jugador número 1 (en actiu) de Finlàndia. El seu màxim Elo va ser de 2656 punts, a la llista de gener de 2011 (posició 92 al rànquing mundial).

## Resultats destacats en competició
El 2002 fou primer al torneig de Budapest. El 2006 empatà al primer lloc amb Eduardas Rozentalis, Sergey Ivanov, Normunds Miezis i Evgeny Postny la Rilton Cup 2005/6, a Estocolm, El 2008, fou primer al torneig Heart of Finland de Jyväskylä, i empatà al segon lloc amb Emanuel Berg al fort Memorial Najdorf (un torneig de Categoria XV; el campió fou Krishnan Sasikiran), El juny de 2008 va guanyar el Campionat de Finlàndia, amb una puntuació sense precedents de 9/9.
El 2009 empatà als llocs 9è–11è amb Mikhail Kobalia i Borís Gratxev al Campionat d'Europa individual a Budva.

### Participació en competicions per equips
Nybäck ha participat, representant Finlàndia, a totes les edicions de les olimpíades d'escacs des de 2002.

## Partides notables
- Svetozar Gligoric vs Tomi Nyback, Rilton Cup 2003-4 2004, gambit Benko (A59), 0-1
- Santul Kosmo vs Tomi Nyback, Rilton Cup 2006, defensa Pirc (B07), 0-1
- Tomi Nyback vs Jens Henrichsen, Politiken Cup 2007, obertura anglesa: defensa anglo-índia (A17), 1-0
- Tomi Nyback vs Magnus Carlsen, Olympiad 2008, gambit de dama refusat: atac Harrwitz (D37), 1-0